# Jogos Paralímpicos de Inverno de 1988

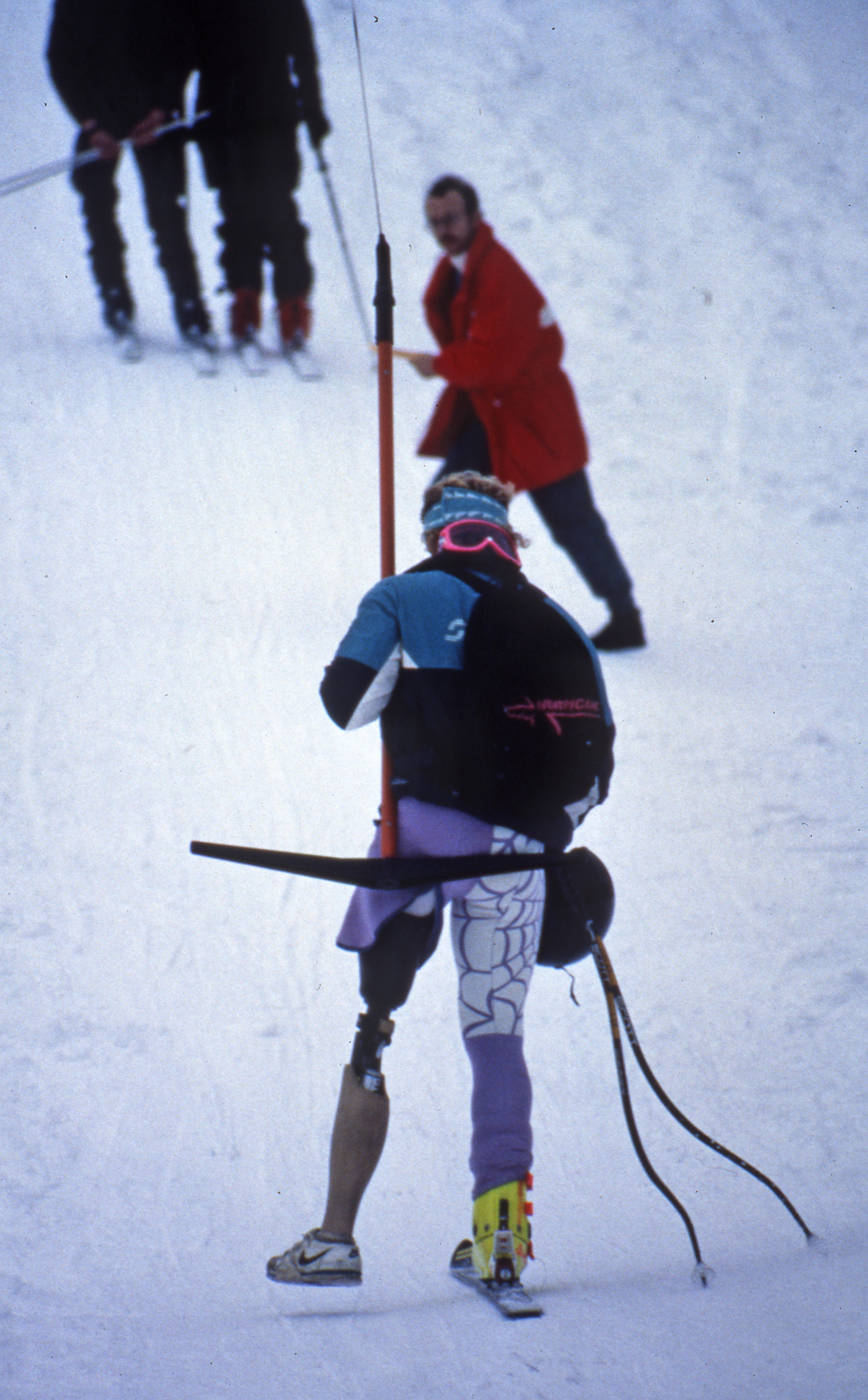

Os Jogos Paraolímpicos de Inverno de 1988 foram as 4ª s Paraolimpíadas de Inverno a realizarem-se, e decorreram novamente em Innsbruck, Áustria. Estes foram as últimas Paraolimpíadas de Inverno a serem realizadas em outra cidade a não ser a sede das Olimpíadas de Inverno; a partir de 1992 as Olimpíadas de Inverno e as Paraolimpíadas de Inverno foram organizadas na mesma cidade . As Paraolimpíadas de Inverno não se realizaram no mesmo sítio das Olimpíadas de Inverno, em Calgary, Canadá, por problemas financeiros e de voluntários. Um total de 397 atletas de 22 países participaram. A URSS competiu pela primeira vez. O esqui sentado foi introduzido como outro evento nas competições de esqui Alpino e Nórdico. Outros desportos foram o Biatlo e a corrida de trenó 

## Quadro de medalhas
| Ordem | País                   | Medalha de ouro | Medalha de prata | Medalha de bronze |    |
| ----- | ---------------------- | --------------- | ---------------- | ----------------- | -- |
| 1     | NOR Noruega            | 25              | 21               | 14                | 60 |
| 2     | AUT Áustria            | 20              | 10               | 14                | 44 |
| 3     | FRG Alemanha Ocidental | 9               | 11               | 10                | 30 |
| 4     | FIN Finlândia          | 9               | 8                | 8                 | 25 |
| 5     | CHE Suíça              | 8               | 7                | 8                 | 23 |
| 6     | USA Estados Unidos     | 7               | 17               | 6                 | 30 |
| 7     | FRA França             | 5               | 5                | 3                 | 13 |
| 8     | CAN Canadá             | 5               | 3                | 5                 | 13 |
| 9     | SWE Suécia             | 3               | 7                | 5                 | 15 |
| 10    | ITA Itália             | 3               |                  | 6                 | 9  |
| 11    | ESP Espanha            | 1               | 2                | 1                 | 4  |
| 12    | POL Polônia            | 1               | 1                | 6                 | 8  |
| 13    | NZL Nova Zelândia      |                 | 1                |                   | 1  |
| 14    | JPN Japão              |                 |                  | 2                 | 2  |
| 14    | URS União Soviética    |                 |                  | 2                 | 2  |

## Países participantes
Nestes Jogos participaram 22 países:
| - FRG Alemanha Ocidental - AUS Austrália - AUT Áustria - BEL Bélgica - CAN Canadá - CEC Checoslováquia - DNK Dinamarca - ESP Espanha - USA Estados Unidos - FIN Finlândia - FRA França - ITA Itália - NED Países Baixos - JPN Japão - YUG Iugoslávia - NOR Noruega - NZL Nova Zelândia - POL Polônia - GBR Grã-Bretanha - SWE Suécia - CHE Suíça - URS União Soviética |